# 新永華夜市
新永華夜市是位於臺灣臺南市安平區的夜市，營業時間為每週四及週日。
永華夜市於2000年開幕，因地主收回土地，2014年3月30日第一次結束營業。2015年3月15日，落腳在林默娘公園對面重新開幕，2017年9月第二次結束營業。2019年3月17日，落腳在原大潤發安平店停車場第三次重新開幕。

## 外部連結
- 統一獅官網-府城夜市逍遙遊
- 新永華夜市臉書粉絲專頁 （页面存档备份，存于）